# A Soma de Todos os Medos (filme)
The Sum of All Fears (bra/prt: A Soma de Todos os Medos) é  um filme teuto-estadunidense de 2002, do gênero ação e espionagem, realizado por Phil Alden Robinson para a Paramount Pictures e protagonizado por Ben Affleck (Jack Ryan) e Morgan Freeman, com roteiro baseado na obra homônima de Tom Clancy.

## Elenco
- Ben Affleck como Jack Ryan

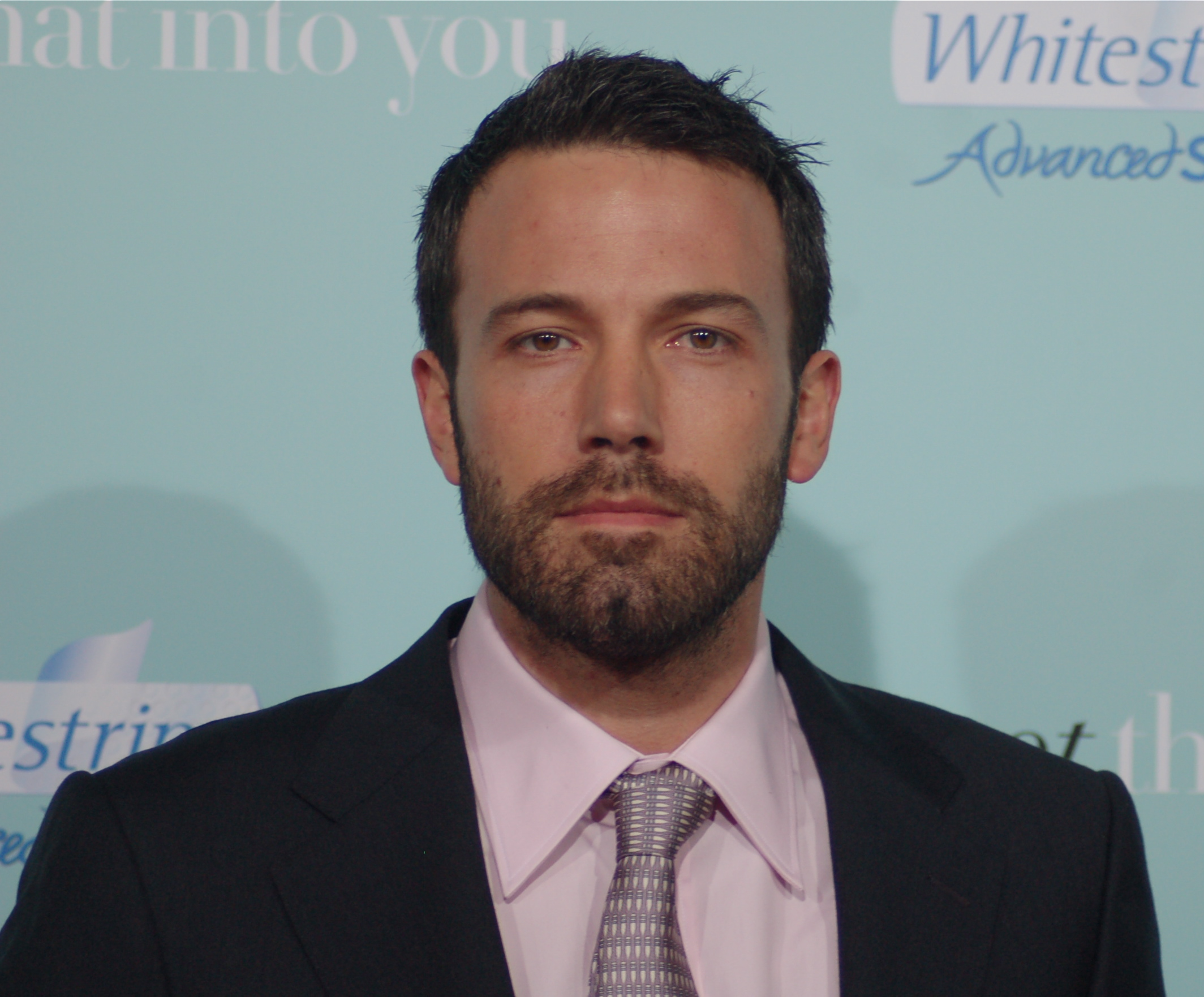
Ben Affleck, o terceiro ator a interpretar o personagem Jack Ryan

- Morgan Freeman como William Cabot, Diretor da CIA
- Bridget Moynahan como Drª. Catherine Muller
- James Cromwell como J. Robert Fowler, Presidente dos Estados Unidos
- Liev Schreiber como John Clark
- Michael Byrne como Anatoly Grushkov/Spinnaker, conselheiro senior do Presidente Nemerov
- Colm Feore como Olson
- Alan Bates como Richard Dressler
- Ron Rifkin como Sidney Owens, Secretário de Estado dos Estados Unidos
- Ciarán Hinds como Alexander Nemerov, Presidente da Rússia
- Bruce McGill como Gene Revell, Conselheiro de Segurança dos Estados Unidos
- Richard Marner como Presidente Zorkin, antes de Nemerov
- Philip Baker Hall como David Becker, Secretário de Defesa
- Josef Sommer como Senador Jessup
- Ken Jenkins como Almirante Pollack

## Sinopse
Conta uma das histórias da série sobre vida do agente secreto da CIA Jack Ryan, que é convocado por seus superiores para realizar uma visita a Rússia, no período de abertura ao ocidente, em laboratórios antes altamente secretos e onde ele observa a ausência de três cientistas atômicos, fato que este que se revelará relevante ao final da trama, quando se descobre a venda de uma velha bomba nuclear israelense no mercado negro de um artefato nuclear, e este será utilizado na tentativa de assassinato do presidente dos Estados Unidos da América, além da platéia de um jogo do Super Bowl, onde ele se encontrava. O presidente é salvo na última hora por aviso de Ryan, que contudo não consegue evitar a detonação do artefato nuclear. Isso coloca as duas nações, antes beligerantes, numa nova guerra fria, que pode culminar na 3ª Guerra Mundial, caso as tentativas de mediação de Jack não funcionem. Ele tentará provar que o premier russo não é o responsável pelo incidente, e sim de um bem articulado grupo de neo-nazistas europeus, que conta com os cientistas russos desaparecidos. Suas provas da autoria se basearão no tipo do combustível nuclear utilizado no artefato, que é de origem norte-americana, não russa.

## Recepção da crítica
The Sum of All Fears tem recepção mista por parte da crítica especializada. Com tomatometer de 59% em base de 169 críticas, o Rotten Tomatoes publicou um consenso: “Um thriller liso e bem-feito que assume um novo peso devido ao clima político atual”. Tem 50% de aprovação por parte da audiência, usada para calcular a recepção do público a partir de votos dos usuários do site.